# Galapagar
Galapagar ist eine zentralspanische Stadt und eine Berggemeinde (municipio) mit 36.184 Einwohnern (Stand: 2024) im Nordwesten der Autonomen Gemeinschaft Madrid. Der Ortsname kommt von einer angeblich in früheren Zeiten in der Nähe lebenden Kolonie von Schildkröten (galapagos, Stadtwappen).

## Lage und Klima
Der Bergort Galapagar liegt in den südlichen Ausläufern der Sierra de Guadarrama gut 36 km nordwestlich der Stadt Madrid in einer Höhe von ca. 880 m; der Klosterpalast des Escorial befindet sich nur etwa 11 km westlich. Das Klima im Winter ist kühl, im Sommer dagegen gemäßigt bis warm; Niederschläge – manchmal auch in Form von Schnee – (ca. 450 mm/Jahr) fallen überwiegend im Winterhalbjahr.

## Bevölkerungsentwicklung
| Jahr      | 1857 | 1900 | 1950  | 2000   | 2018   |
| Einwohner | 951  | 894  | 1.647 | 21.807 | 33.379 |

Der seit dem Beginn des 20. Jahrhunderts zu verzeichnende Bevölkerungsanstieg ist im Wesentlichen auf die relative Nähe zum Großraum Madrid und den zunehmenden innerspanischen Tourismus zurückzuführen.

## Wirtschaft
In früheren Zeiten diente die Gegend als Sommerweide für die – teilweise von weither kommenden – Viehherden. Ansonsten lebten die Bewohner des Ortes wie der gesamten Bergregion nahezu ausnahmslos als Selbstversorger von den Erträgen ihrer Felder und Hausgärten; auch Viehzucht wurde betrieben. Mit der Verbesserung der Verkehrsbedingungen (Eisenbahnanbindung, Autobusse) seit den 1850er Jahren und vor allem seit der Mitte des 19. Jahrhunderts ist der Ort als Luftkurort und Sommerfrische immer beliebter geworden.

## Geschichte
Kelten, Römer, Westgoten und Mauren haben kaum Spuren hinterlassen; eine von Titulcia kommende und über den Fuenfría-Pass nach Segovia führende Römerstraße verlief durch das heutige Gemeindegebiet. Der Ort wurde sehr wahrscheinlich erst im ausgehenden Mittelalter gegründet; während des Baus des Escorial diente er des Öfteren als Rastplatz für den König und seinen Hofstaat.

## Sehenswürdigkeiten

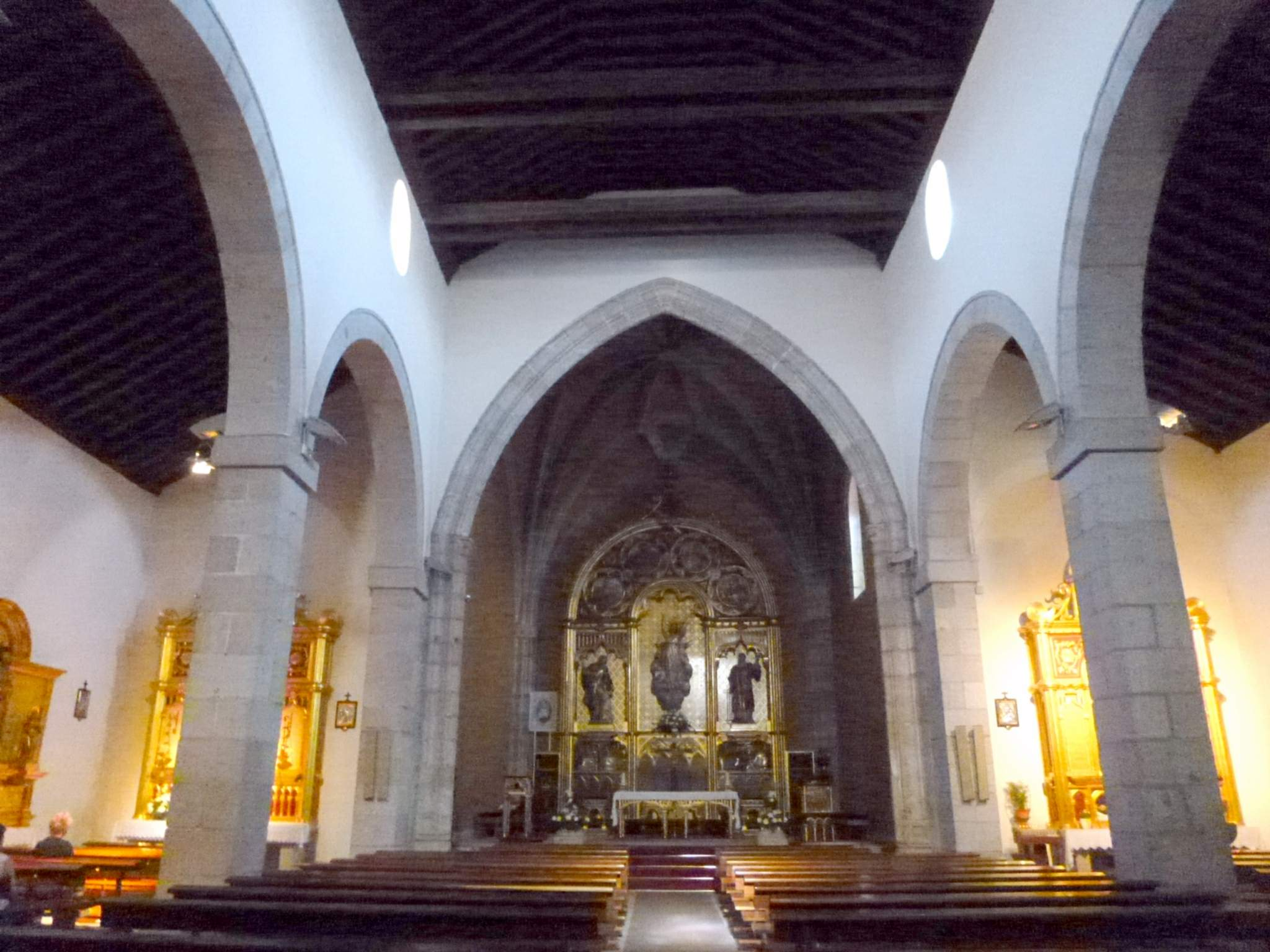
Galapagar – Iglesia de Nuestra Señora de la Asunción

- Die Iglesia de San Bartolomé stammt aus dem Jahr 1447; sie wurde jedoch in späterer Zeit mehrfach modernisiert.
- Die ursprünglich einschiffige Iglesia de Nuestra Señora de la Asunción stammt aus dem 16. Jahrhundert; die beiden Seitenschiffe wurden ca. ein Jahrhundert später hinzugefügt. Während die Apsis über ein spätgotisches Rippengewölbe verfügt, werden die drei Kirchenschiffe (naves) von einem hölzernen Dachstuhl überspannt. Eindrucksvoll ist das Ensemble mehrerer Schnitzaltäre (retablos).[5]
- Das alte Rathaus erhebt sich im Zentrum der Altstadt und stammt aus dem 19. Jahrhundert.
- Das nach 2015 in einem Neubauviertel ca. 2 km nordwestlich der Altstadt in modernen Stilformen erbaute Centro Cultural La Pocilla enthält ein Theater und eine Bibliothek.

Umgebung
- Etwa 3 km nordöstlich des Ortes überspannt die einbogige mittelalterliche Puente de la Alcanzorla den Río Guadarrama.
- Etwa 5 km südöstlich befindet sich die unvollendete, aber immer noch erhaltene Staumauer Presa de El Gasco aus dem 18. Jahrhundert.

## Persönlichkeiten
- Eva Anguela (* 2002), Radsportlerin

## Gemeindepartnerschaft
Mit der spanischen Gemeinde Higuera de la Serena in der Provinz Badajoz (Extremadura) besteht eine Partnerschaft.